# 日本花鱸
日本花鱸（學名：Lateolabrax japonicus，又稱日本真鱸或七星鱸、寨花、花鱸），英文原為 Japanese sea bass，現稱為 Japanese seaperch，為輻鰭魚綱發光鯛目花鱸科的其中一種，傳統上歸類於鱸形目。

## 分布
七星鱸為近海性魚類，分布於西太平洋區，包括日本、韓國、中國沿海、台灣西部海域、東南亞等海域。

## 特徵
本魚體延長，背部稍隆起，口端位，下頷稍突出於上頷。上下頷及犁骨皆長有絨毛狀齒帶。前鰓蓋骨後緣具有鋸齒，體被小櫛鱗，體背部青灰色，兩側及腹部銀白色。體側上部有不規則的黑斑，背鰭硬棘12至15枚；背鰭軟條12至14枚；臀鰭硬棘3枚；臀鰭軟條7至9枚，背鰭、臀鰭鰭條及尾鰭邊緣為灰黑色，體長可達102公分。

## 生態
本魚棲息在淡海水交會處，會上溯至淡水域覓食，性情兇猛，屬肉食性，以魚類及甲殼類為食。

## 經濟利用
為重要的食用魚及養殖魚類，適合各種烹飪方式食用。中醫認為七星鱸魚性溫味甘，有健脾胃、補肝腎、止咳化痰的作用。

## 疾病
常見疾病如細菌性疾病 (如爛鰓病、奴卡氏症、產氣單胞菌症、愛德華氏菌症)、寄生蟲疾病 (如白點蟲病、車輪蟲病、隱核蟲病) 和其他疾病 (如水黴菌病、失明症、營養性疾病) 等。

## 外部連結
- 台灣魚類資料庫中日本真鱸的信息
- Froese, R. & Pauly, D. (eds.) (2011). Lateolabrax japonicus. FishBase. Version 2011-12.

1. ↑  . www.tfrin.gov.tw.   [2025-08-12] （中文（臺灣））.